# San Teodoro
San Teodoro (sardinsky: Santu Diadòru, Santu Tiadòru) je italská obec (comune) v provincii Sassari v regionu Sardinie. Nachází se ve výšce 15 metrů nad mořem a má přibližně 5 000 obyvatel. Rozloha obce je 107,60 km².